# カルロス・ベルロク
カルロス・アルベルト・ベルロク（Carlos Alberto Berlocq, 1983年2月3日 - ）は、アルゼンチン・ブエノスアイレス州チャスコムス出身の男子プロテニス選手。これまでにATPツアーでシングルス2勝、ダブルス2勝を挙げている。自己最高ランキングはシングルス37位、ダブルス50位。身長183cm。右利き、バックハンド・ストロークは片手打ち。

## 来歴
4歳からテニスを始め、2001年にプロに転向。4大大会では2006年全豪オープンで初出場した。シングルスでは2回戦進出が最高である。
2010年7月のメルセデス・カップではエドゥアルド・シュワンクと組んだダブルスの決勝でクリストファー・カス/フィリップ・ペッシュナー組を7-6(5), 7-6(6)で破りツアー初優勝した。
2012年2月のVTRオープンではシングルス初のツアー決勝に進出した。決勝ではフアン・モナコに3–6, 7–6(1), 1–6で敗れ準優勝となった。2012年3月19日付のランキングで自己最高の37位を記録した。7月のロンドン五輪でオリンピックに初出場した。1回戦でアレックス・ボゴモロフ・ジュニアに5-7, 6-7(5)で敗れている。9月のチェコとのデビスカップ2012準決勝で初めてデビスカップアルゼンチン代表として選ばれた。エドゥアルド・シュワンクと組んだ第3試合のダブルスでトマーシュ・ベルディハ/ラデク・ステパネク組に3-6, 4-6, 3-6で敗れ後がなくなった第4試合のシングルスでもベルディハに3-6, 3-6, 4-6で敗れチームは敗退した。
2013年7月のスウェーデン・オープンで2度目の決勝に進出した。決勝ではフェルナンド・ベルダスコを7-5, 6-1で破り30歳でシングルス初優勝を果たした。9月のデビスカップ2013準決勝では2年連続でチェコと対戦した。第3試合のダブルスでオラシオ・セバジョスと組んで出場したがベルディハ/ステパネクに3-6, 4-6, 2-6で敗れ2年連続でアルゼンチンは準決勝で敗退した。
2014年5月のポルトガル・オープンでは準々決勝でミロシュ・ラオニッチを7-5, 6-4で破り、初めてトップ10プレーヤーに勝利した。決勝ではトマーシュ・ベルディハに0-6, 7-5, 6-1で勝利しツアーシングルス2勝目を挙げた。

## ATPツアー決勝進出結果

### シングルス：3回（2勝1敗）
| 大会グレード                            |
| グランドスラム (0-0)                    |
| ATPワールドツアー・ファイナル (0-0)     |
| ATPワールドツアー・マスターズ1000 (0-0) |
| ATPワールドツアー・500シリーズ (0-0)    |
| ATPワールドツアー・250シリーズ (2-1)    |

| サーフェス別タイトル |
| ハード (0–0)         |
| クレー (2-1)         |
| 芝 (0-0)             |
| カーペット (0-0)     |

| 結果   | No. | 決勝日        | 大会                 | サーフェス | 対戦相手                 | スコア           |
| ------ | --- | ------------- | -------------------- | ---------- | ------------------------ | ---------------- |
| 準優勝 | 1.  | 2012年2月5日  | ビニャ・デル・マール | クレー     | フアン・モナコ           | 3–6, 7–6(1), 1–6 |
| 優勝   | 1.  | 2013年7月14日 | ボースタード         | クレー     | フェルナンド・ベルダスコ | 7-5, 6-1         |
| 優勝   | 2.  | 2014年5月4日  | オエイラス           | クレー     | トマーシュ・ベルディハ   | 0-6, 7-5, 6-1    |

### ダブルス：7回（2勝5敗）
| 結果   | No. | 決勝日         | 大会                 | サーフェス    | パートナー               | 対戦相手                                        | スコア           |
| ------ | --- | -------------- | -------------------- | ------------- | ------------------------ | ----------------------------------------------- | ---------------- |
| 準優勝 | 1.  | 2008年7月14日  | ウマグ               | クレー        | ファビオ・フォニーニ     | ミハル・メルティナク ペトル・パラ               | 6–2, 3–6, [5–10] |
| 優勝   | 1.  | 2010年7月18日  | シュトゥットガルト   | クレー        | エドゥアルド・シュワンク | クリストファー・カス フィリップ・ペッシュナー   | 7-6(5), 7-6(6)   |
| 準優勝 | 2.  | 2011年10月23日 | モスクワ             | ハード (室内) | ダビド・マレーロ         | フランティセク・チェルマク フィリップ・ポラセク | 3-6, 1-6         |
| 準優勝 | 3.  | 2012年2月5日   | ビニャ・デル・マール | クレー        | パブロ・アンドゥハール   | フレデリコ・ギル ダニエル・ヒメノ＝トラベル     | 4–6, 4–6         |
| 準優勝 | 4.  | 2012年10月7日  | 北京                 | ハード        | デニス・イストミン       | ボブ・ブライアン マイク・ブライアン             | 3-6, 2-6         |
| 準優勝 | 5.  | 2013年7月14日  | ボースタード         | クレー        | アルベルト・ラモス       | ニコラス・モンロー シモン・スタッドラー         | 4–6, 4–6         |
| 優勝   | 2.  | 2015年8月8日   | キッツビュール       | クレー        | ニコラス・アルマグロ     | ロビン・ハーセ ヘンリ・コンティネン             | 5–7, 6–3, [11–9] |

## 4大大会シングルス成績
略語の説明
| W | F | SF | QF | #R | RR | Q# | LQ | A | Z# | PO | G | S | B | NMS | P | NH |

W=優勝, F=準優勝, SF=ベスト4, QF=ベスト8, #R=#回戦敗退, RR=ラウンドロビン敗退, Q#=予選#回戦敗退, LQ=予選敗退, A=大会不参加, Z#=デビスカップ/BJKカップ地域ゾーン, PO=デビスカップ/BJKカッププレーオフ, G=オリンピック金メダル, S=オリンピック銀メダル, B=オリンピック銅メダル, NMS=マスターズシリーズから降格, P=開催延期, NH=開催なし.
| 大会           | 2006 | 2007 | 2008 | 2009 | 2010 | 2011 | 2012 | 2013 | 2014 | 2015 | 2016 | 2017 | 2018 | 通算成績 |
| -------------- | ---- | ---- | ---- | ---- | ---- | ---- | ---- | ---- | ---- | ---- | ---- | ---- | ---- | -------- |
| 全豪オープン   | 1R   | A    | 1R   | A    | A    | 1R   | 2R   | 2R   | 1R   | 1R   | A    | 2R   | A    | 3–8      |
| 全仏オープン   | 1R   | 2R   | 1R   | A    | LQ   | 2R   | 1R   | 1R   | 2R   | 2R   | 2R   | 1R   | LQ   | 5–10     |
| ウィンブルドン | 1R   | 1R   | 1R   | A    | A    | 1R   | 1R   | 1R   | 1R   | A    | A    | 1R   | A    | 0–8      |
| 全米オープン   | A    | 1R   | A    | A    | 1R   | 2R   | 1R   | 2R   | 1R   | A    | 1R   | 1R   | 1R   | 2–9      |